# Јеперјек
Јеперјек (словен. Jeperjek) је насељено место у општини Севница, Посавска регија, Словенија.

## Историја
До територијалне реорганизације у Словенији био је у саставу старе општине Севница.

## Становништво
У попису становништва из 2011. године, Јеперјек је имао 34 становника.
| Број становника према пописима | Број становника према пописима | Број становника према пописима |
| ------------------------------ | ------------------------------ | ------------------------------ |
| 1991                           | 2002                           | 2011                           |
| 33                             | 37                             | 34                             |

Напомена: Године 2015. умањено за део насеља који је припојен насељу Згорње Водале.